# Jestřabice
Jestřabice (německy Jestrzabitz) jsou místní částí města Koryčany v okrese Kroměříž ve Zlínském kraji. Nacházejí se 3 km jihozápadně od Koryčan na soutoku Jestřabického potoka a Kratinky, na silnici II/432. Část západní hranice katastru tvoří železniční trať Vlárská dráha, avšak železniční zastávka Jestřabice je již v katastru obce Mouchnice. 800 m jižně od centra obce byla v roce 1987 na potoce Kratinka vybudována vodní nádrž Trdliště, nazývaná také Jestřabická přehrada s plochou 6 ha. Velká část katastru je součástí přírodního parku Chřiby. Obcí prochází modře značená turistická trasa ze Ždánického lesa do Chřibů. V roce 2021 zde žilo 257 obyvatel.

## Název
Dnešní pomnožné jméno Jestřabice (se zakončením podle jiných místních jmen končících na -ice) je hlásková úprava staršího jednotného tvaru Jestřabíce (ve středním rodě), což byla zdrobnělina původního Jestřabí (rovněž ve středním rodě). Původně šlo o přívlastek označující místo s hojným výskytem jestřábů.

## Historie

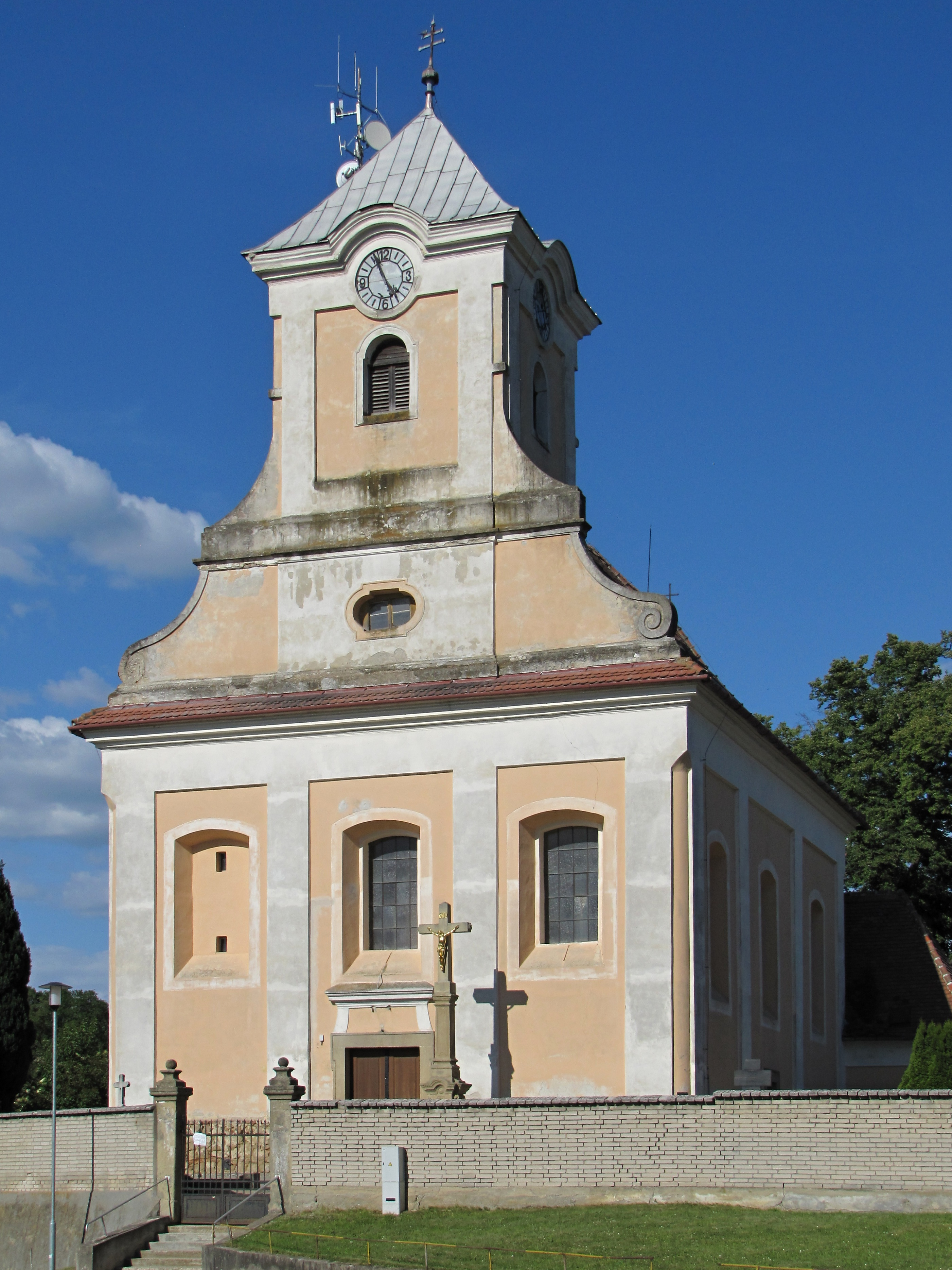
Kostel svaté Anny

Obec vznikla ve 13. století, první písemné zprávy se dochovaly z roku 1344, kdy patřil jestřabický statek Jaroslavu z Jestřabic. Majitelé se různě střídali. Poblíž Jestřabic byla vesnice Stušice, která zanikla za husitských válek. Až do roku 1588 byly Jestřabice samostatné, poté je koupila Anna Bánffyová z Dolní Lendavy a spojila je s panstvím koryčanským.
V 16. století je připomínána tvrz, její poloha však již není známá. Zanikla v 17. století.
Během třicetileté války obec značně zpustla, v roce 1656 tu žili jen 4 usedlíci. V pozdějších letech došlo k osídlení obyvatelstvem z východní Moravy a Slovenska.
1. srpna 1976 byly Jestřabice samosprávně připojeny ke Koryčanům.

## Obyvatelstvo

### Struktura
Vývoj počtu obyvatel za celou obec i za jeho jednotlivé části uvádí tabulka níže, ve které se zobrazuje i příslušnost jednotlivých částí k obci či následné odtržení.
| Místní části   | Místní části    | 1869 | 1880 | 1890 | 1900 | 1910 | 1921 | 1930 | 1950 | 1961 | 1970 | 1980 | 1991 | 2001 | 2011 |
| -------------- | --------------- | ---- | ---- | ---- | ---- | ---- | ---- | ---- | ---- | ---- | ---- | ---- | ---- | ---- | ---- |
| Počet obyvatel | část Jestřabice | 400  | 564  | 638  | 602  | 711  | 707  | 699  | 516  | 554  | 499  | 389  | 311  | 257  | 251  |
| Počet domů     | část Jestřabice | 85   | 111  | 113  | 123  | 132  | 134  | 145  | 164  | 162  | 152  | 136  | 154  | 159  | 156  |

## Pamětihodnosti

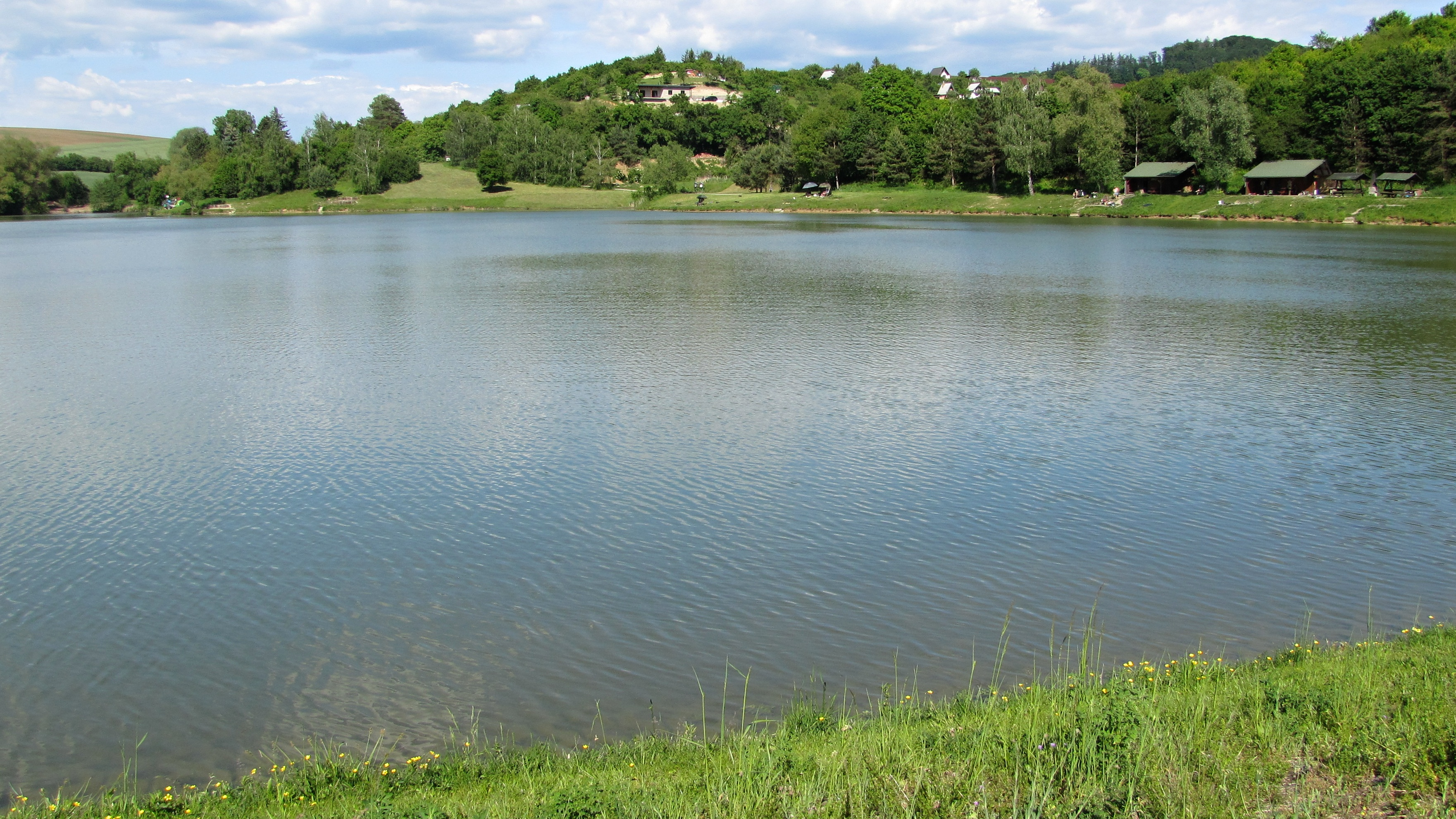
Jestřabická přehrada je využívána k rybářství a rekreaci.

- Kostel sv. Anny. Kostel stojí na vyvýšeném místě uprostřed hřbitova. Byl vybudován roku 1753 místo malého kostela sv. Barbory pravděpodobně ze 13. století. Dnešní podoba je z roku 1842. Interiér tvoří tři oltáře. V letech 1890–2006 byl kostel farním. Od roku 2006 je filiální a patří do koryčanské farnosti. Je chráněn jako kulturní památka.[6]